# Chỗ đậu xe

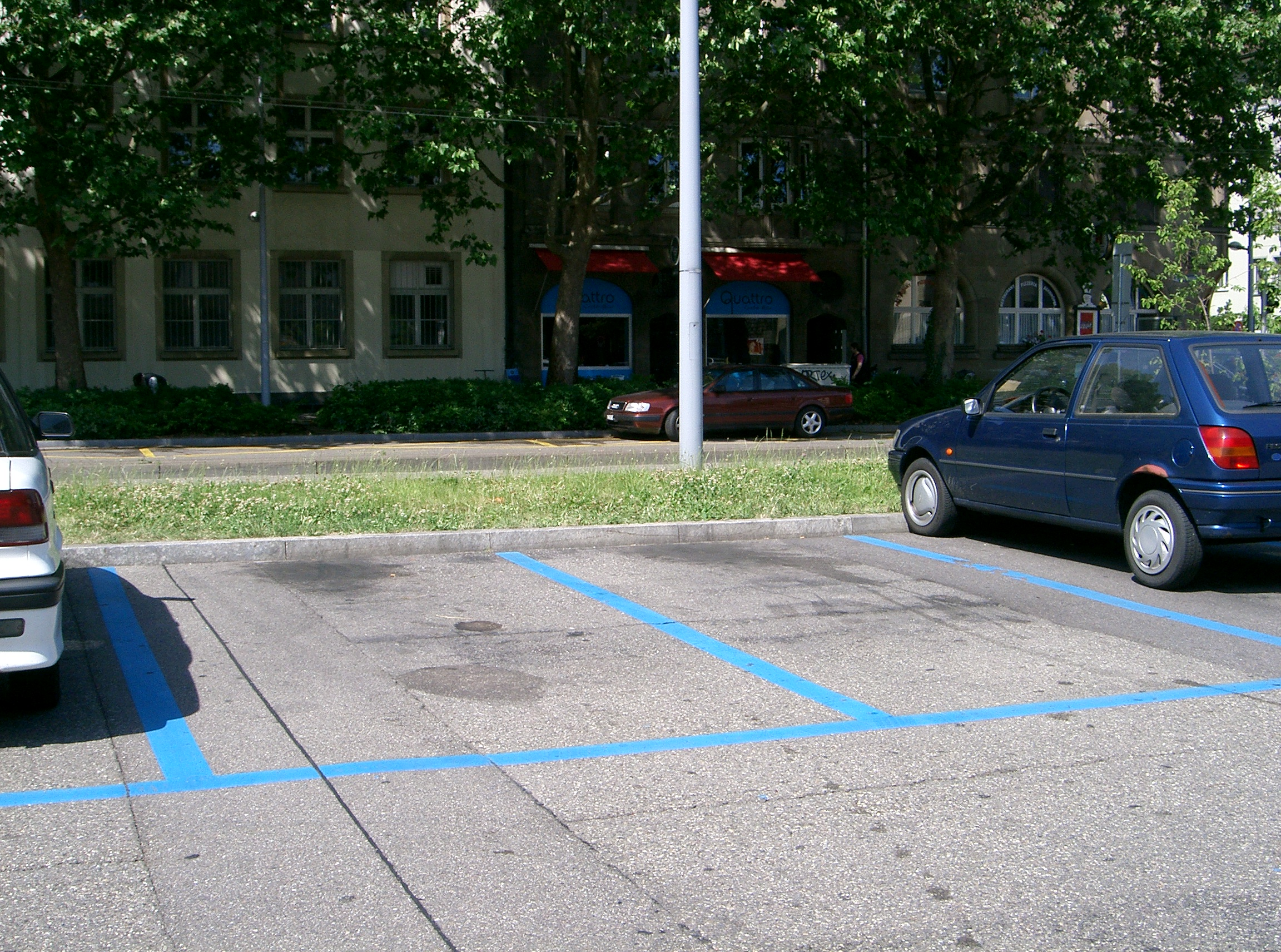
Vị trí đỗ xe đã đánh dấu

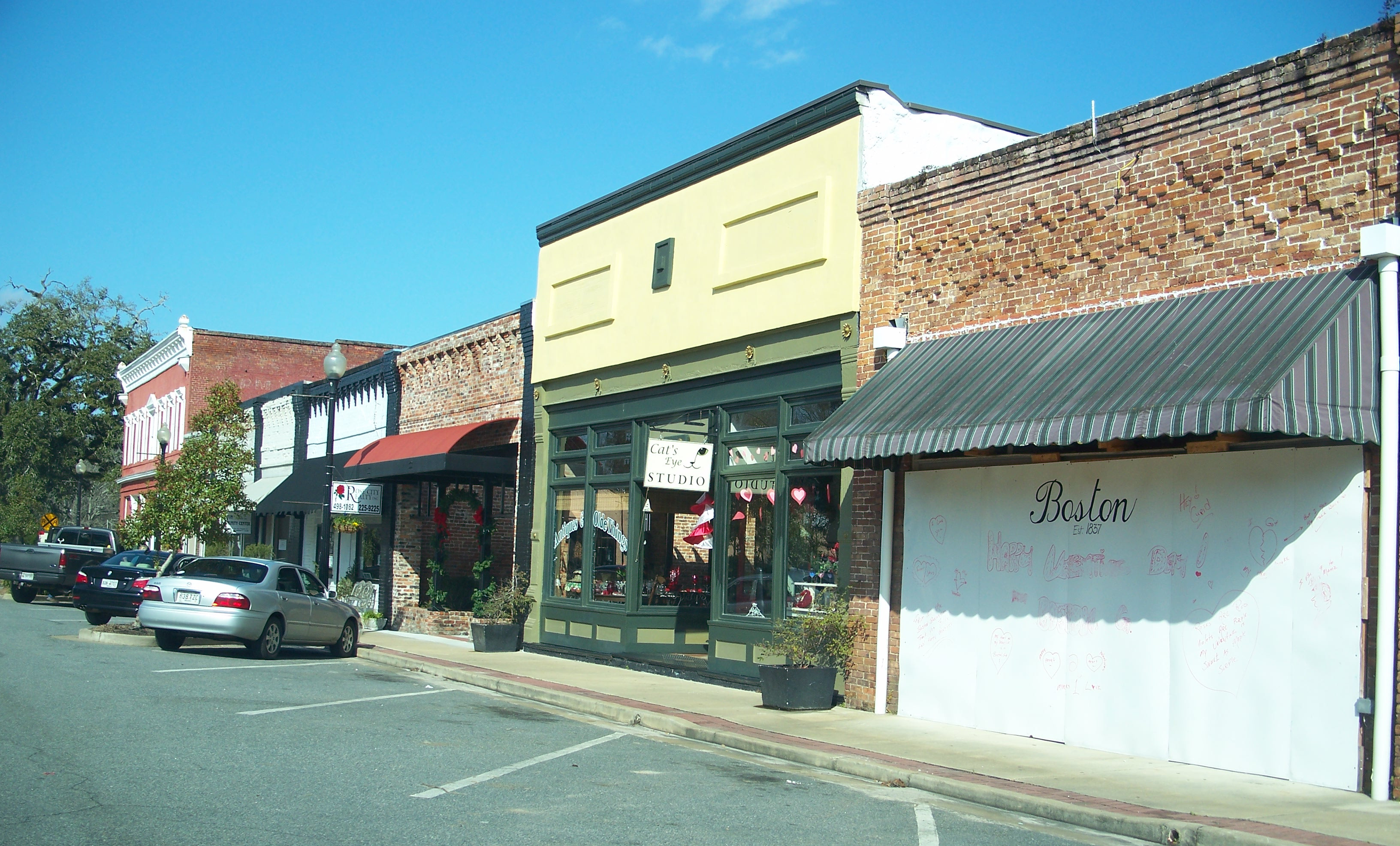
Chỗ đỗ xe nghiêng

Chỗ đỗ xe, vị trí đậu xe hoặc điểm đỗ xe là những vị trí đặc biệt dành để đậu xe, có thể là mặt đường được trải nhựa hoặc không. Chúng có thể nằm trong bãi đỗ xe hoặc trên các con đường trong thành phố. Không gian đỗ xe được chia thành các phần bằng cách sơn vạch trên mặt đường. Xe ô tô có thể phù hợp với không gian đó và có thể đậu theo các hướng như song song, vuông góc hoặc nghiêng.
Trong trường hợp đỗ xe hàng đôi, người đậu xe vào chỗ đỗ hàng đôi đầu tiên sẽ được xem là ở phía sau. Xe ô tô thứ hai sẽ đậu ở phía trước vì họ cần ra trước. Thời gian được phép đỗ xe tại mỗi vị trí có thể được quy định bởi luật pháp và có thể yêu cầu người sử dụng trả một khoản phí. Có những chỗ đỗ xe được chỉ định để đậu miễn phí. Khi nhu cầu đỗ xe vượt quá số lượng chỗ có sẵn, các phương tiện có thể đậu trên vỉa hè, ven đường cỏ và những nơi không được thiết kế để đỗ xe.

## Các mô hình đỗ xe
Đối với hầu hết các phương tiện gắn động cơ, có ba mô hình đỗ xe thông dụng được sử dụng - đỗ xe song song, đỗ xe vuông góc và đỗ xe nghiêng. Đây là các cấu hình tự đỗ xe mà người lái xe có thể tiếp cận đến vị trí đỗ xe một cách độc lập.

### Đỗ xe song song

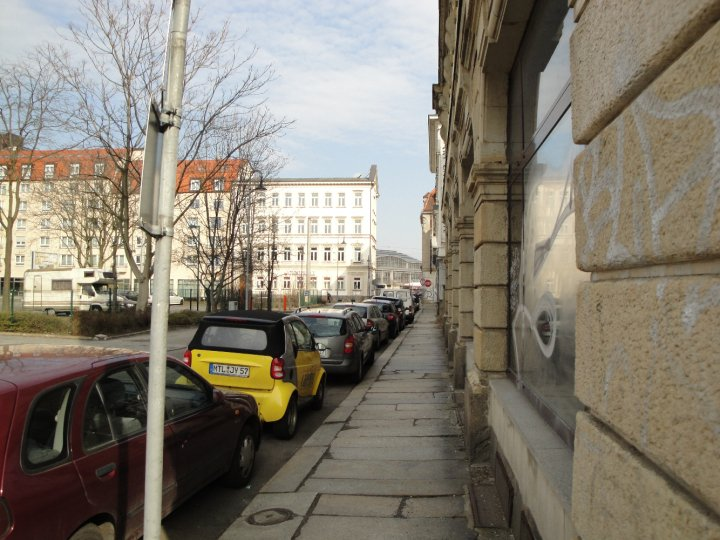
Xe đỗ theo hàng song song trên một con phố ở Leipzig, Đức

Trong việc đỗ xe song song, các xe được sắp xếp thành một hàng, với cản trước của một chiếc xe đối diện với cản sau của xe kế bên. Điều này được thực hiện song song với lề đường, nếu có. Đỗ xe song song là phương thức đỗ xe thông thường nhất trên các tuyến đường phố dành cho ô tô. Nó cũng có thể được sử dụng trong bãi đỗ xe và công trình đỗ xe, nhưng thường chỉ bổ sung cho các vị trí đỗ xe sử dụng các phương thức khác.

### Đỗ xe vuông góc

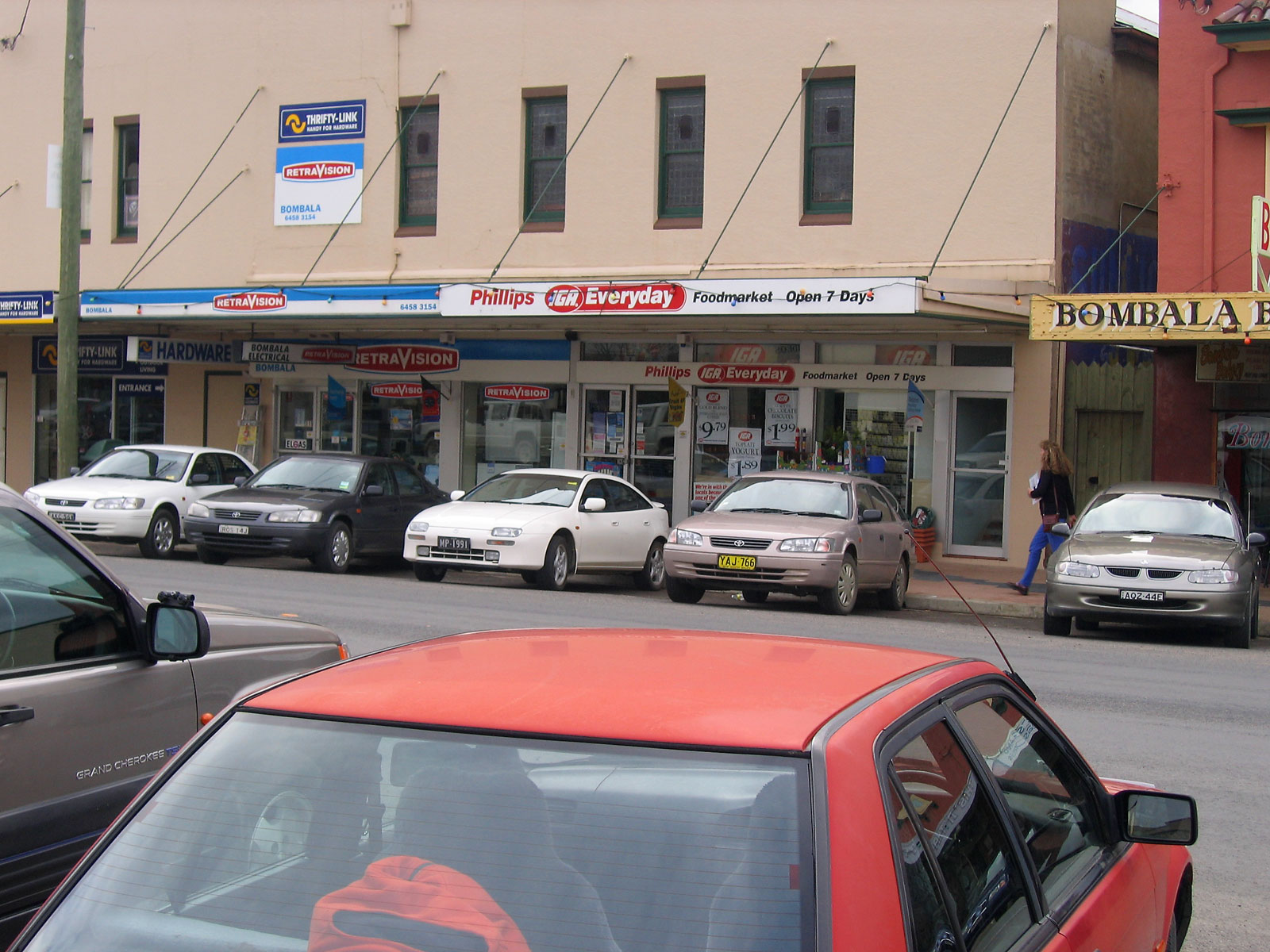
Phong cách đỗ xe vuông góc tại Bombala.

Đỗ xe vuông góc, còn được gọi là "đỗ xe vào lề đường", là khi các xe được đỗ song song, vuông góc với hành lang, lề đường hoặc tường. Loại đỗ xe này có thể chứa nhiều xe hơn so với đỗ xe song song khi có không gian rộng hơn, và thường được sử dụng nhiều trong bãi đỗ xe và công trình đỗ xe.
Trong bãi đỗ xe sử dụng đỗ xe vuông góc, có thể có hai hàng chỗ đỗ xe được sắp xếp trước sau, với hành lang ở giữa. Nếu không có xe khác cản trở, người lái xe có thể thực hiện một "pull-through" bằng cách lái qua một chỗ đỗ xe vào chỗ đỗ kế tiếp để tránh phải lùi ra khỏi chỗ đỗ xe khi trở lại. Đôi khi, có thể có một dãy đơn chỗ đỗ xe vuông góc được đánh dấu ở giữa một con đường. Sắp xếp này loại bỏ việc lùi xe khi đỗ; các xe được yêu cầu lái vào và ra một cách tiến lên.

### Đỗ xe nghiêng/giảng xe

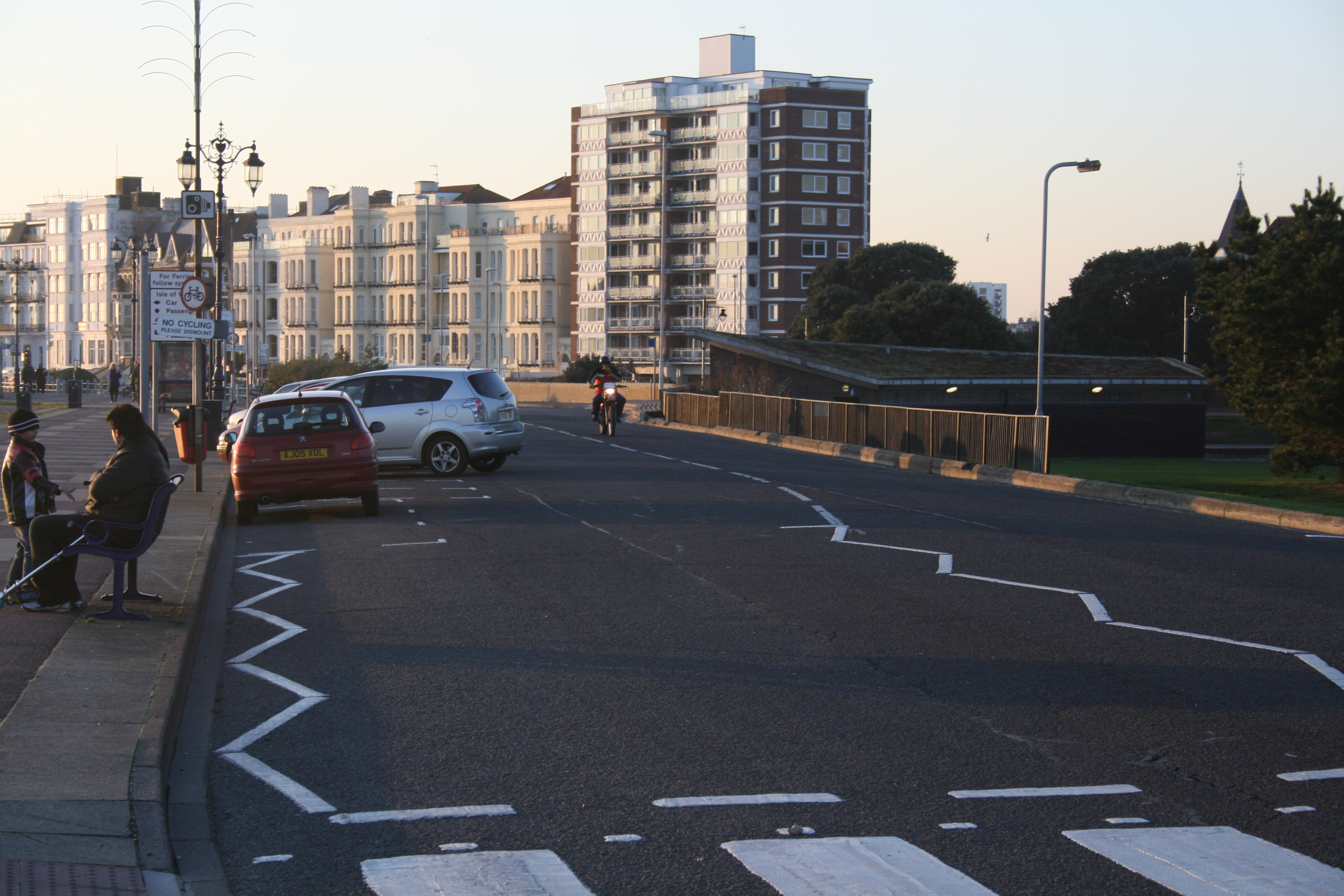
Đỗ xe nghiêng dọc theo bờ biển Southsea, Anh.

Đỗ xe nghiêng, hay còn được gọi là giảng xe ở Anh, là một phương pháp đỗ xe tương tự đỗ xe vuông góc, nhưng với xe được sắp xếp theo góc độ so với hành lang (góc nhọn so với hướng tiếp cận). Đỗ xe nghiêng giúp đỗ xe dễ dàng và nhanh chóng hơn, tận dụng không gian hẹp hơn và tạo ra mật độ chỗ đỗ cao hơn so với đỗ xe vuông góc. Trong thực tế, mặc dù các hành lang được thiết kế chỉ hướng một chiều, nhưng thường đủ rộng để cho phép hai xe đi qua khi có xe đi ngược chiều.
Đỗ xe nghiêng rất phổ biến trong bãi đỗ xe và có thể được sử dụng trên đường phố ở Mỹ khi có đủ không gian so với đỗ xe song song, vì nó tạo ra nhiều chỗ đỗ xe hơn. Một số thành phố cũng áp dụng đỗ xe nghiêng trên đường phố, đặc biệt ở khu dân cư, khu mua sắm và khu đa dạng sử dụng, nơi cần nhiều chỗ đỗ xe hơn và lưu lượng giao thông thấp. Hầu hết các chỗ đỗ xe nghiêng được thiết kế với hình dạng đầu vào, tuy nhiên một số thành phố như Seattle, Washington; Portland, Oregon; Baltimore, Maryland; và Indianapolis, Indiana cũng có một số chỗ đỗ xe nghiêng đầu ra (thường trên đường dốc hoặc có lưu lượng giao thông thấp).
Tuy tồn tại mối lo ngại về an toàn đối với đỗ xe nghiêng, đặc biệt là hình dạng đầu vào, nhưng nó không được khuyến khích bởi các tổ chức xe đạp. So với đỗ xe song song:
1. Nguy cơ đối với người đi xe đạp là rất lớn khi các phương tiện lùi ra, vì xe đạp ở trong điểm mù của các phương tiện đang lùi và rẽ.[2]
2. Xe dài sẽ chiếm diện tích đường hơn, gây phiền toái/nguy hiểm cho người dùng đường khác.
3. Không gian đường "dư thừa" để đỗ xe nghiêng cũng có thể được sử dụng làm làn đường cho xe đạp.

Vì vậy, các tổ chức như Cyclists Touring Club thường phản đối tất cả các dự án đỗ xe nghiêng, mặc dù có một số giải pháp thay thế, như đỗ xe góc theo hướng lùi (nghiêng "sai" hướng, với người lái xe lùi vào chỗ đỗ, thay vì lùi ra), có thể giải quyết nhiều vấn đề về an toàn.

### Phương pháp đỗ xe khác
Ngoài những phương pháp cơ bản để đỗ xe ô tô, còn có những trường hợp mà việc sắp xếp ô tô theo cách tự phát là phù hợp. Ví dụ, ở một số phần của một số thành phố lớn như Chicago và Bangalore, nơi đất đai đắt đỏ và do đó không gian đỗ xe là hạn chế, có các bãi đỗ xe chính thức và không chính thức cho ô tô nơi người lái để lại chìa khóa xe với nhân viên quản lý xe, người sắp xếp các xe ô tô sao cho tối đa hóa số lượng xe có thể đỗ trong bãi. Các xe ô tô có thể được xếp chồng lên nhau tới năm chiếc sâu theo các sự kết hợp của đỗ xe vuông góc và/hoặc song song với hành lang giới hạn để cho nhân viên quản lý xe di chuyển. Những sắp xếp như vậy được gọi là đỗ xe có nhân viên quản lý. Khi bãi đỗ hoặc cơ sở được cung cấp để phục vụ khách hàng của một doanh nghiệp, nó được coi là đỗ xe dịch vụ.
Các bãi đỗ xe trong khu trung tâm thành phố thường là tạm thời và được thuê đất để đợi xây dựng tòa nhà văn phòng mới. Một số bãi đỗ xe có cầu thang cá nhân, cho phép ô tô được đỗ lên trên.
Một phương pháp sắp xếp tự phát khác là đỗ xe tăng đôi. Thường được áp dụng trong đỗ xe tại khu dân cư, hai xe ô tô đỗ chồng lên nhau theo hình thức tăng đôi. Xe ô tô đầu tiên không có lối vào riêng, và xe ô tô thứ hai phải di chuyển để tạo đường vào. Như trong trường hợp có nhân viên quản lý đỗ xe, mục đích là tối đa hóa số lượng xe ô tô có thể đỗ trong không gian hạn chế. Việc đỗ xe tăng đôi đã được cơ quan quy hoạch địa phương chấp thuận trong một số trường hợp để sắp xếp chỗ đỗ xe cho nhân viên và đáp ứng nhu cầu đỗ xe trong không gian hạn chế.

## Vạch kẻ và kích thước chỗ đỗ xe

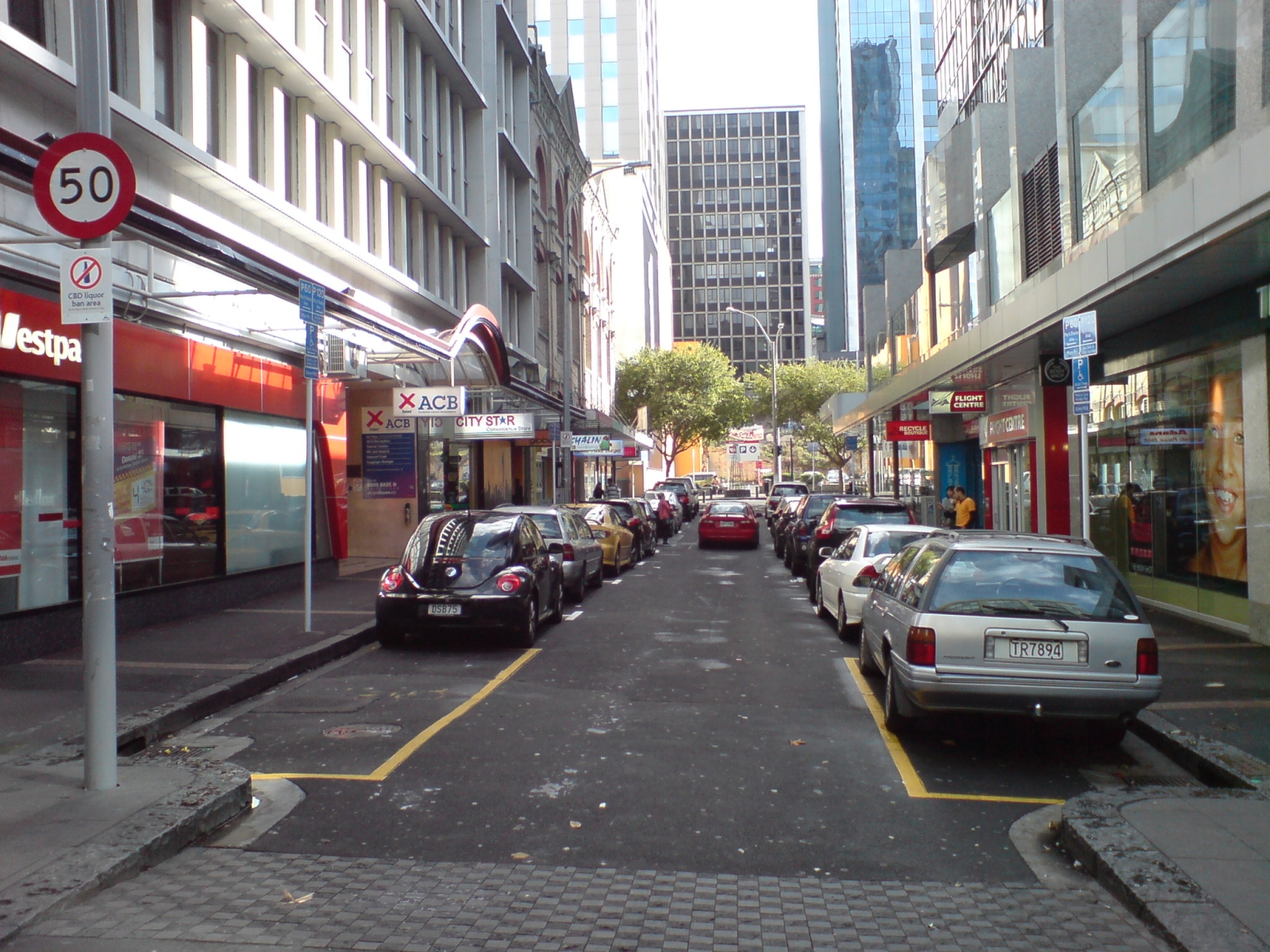
Đường phố với vạch kẻ chỉ định chỗ đậu xe song song.

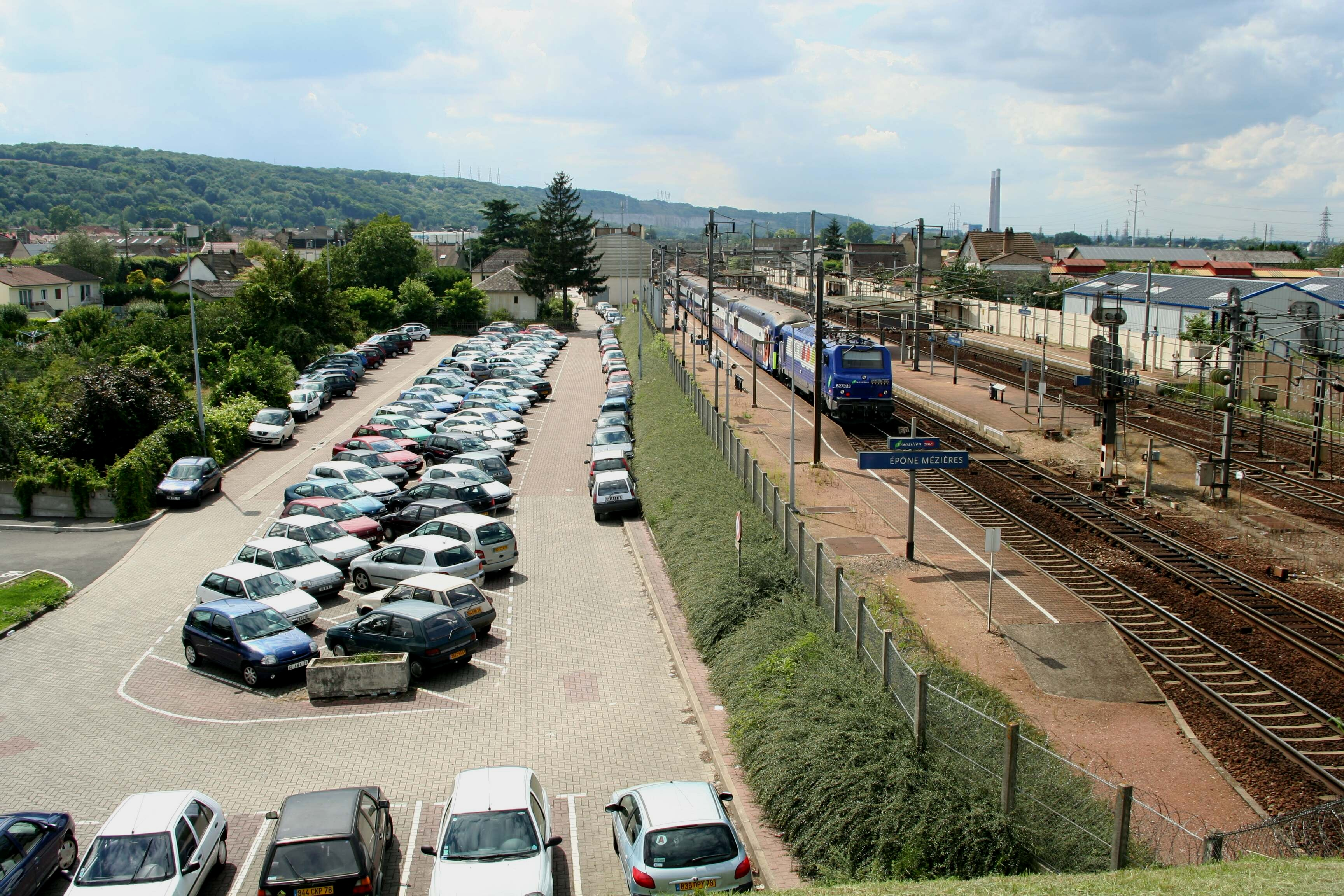
Bãi đỗ xe tại ga Épône (Pháp).

Trong các bãi đỗ xe (còn được gọi là bãi đậu xe ở Anh), chỉ được phép đỗ xe ở những vị trí đã đánh dấu.
Kích thước tối thiểu của chỗ đỗ xe ở Hoa Kỳ thường từ 8,5 đến 9,0 feet (khoảng 2,6 đến 2,7 mét). Chỗ đỗ xe theo hướng góc và vuông góc có thể cần rộng hơn để mở cửa, trong khi chỗ đậu xe song song trên đường phố ít xe thì có thể hẹp hơn.
Độ dài của chỗ đỗ xe trở nên khó xác định do biên giới giữa chỗ đỗ xe và vùng lái xe không luôn rõ ràng. Tuy nhiên, hầu hết các chỗ đỗ xe theo hướng góc và vuông góc có chiều dài từ 10 đến 18 feet (khoảng 3,0 đến 5,5 mét). Trong Hoa Kỳ, vì kích thước trung bình của các xe lớn hơn so với một số quốc gia khác, chỗ đỗ xe sâu 10 feet (khoảng 3,0 mét) là hiếm và hầu hết chỗ đỗ xe có chiều dài từ 16 đến 20 feet (khoảng 4,9 đến 6,1 mét), với chiều sâu 19 feet (khoảng 5,8 mét) là tiêu chuẩn đề nghị của Cục Vận tải Đường bộ Hoa Kỳ cho chỗ đỗ xe vuông góc. Chỗ đỗ xe song song thường có chiều dài từ 20 đến 24 feet (khoảng 6,1 đến 7,3 mét).
Trong quá trình xây dựng, kích thước cụ thể của chỗ đỗ xe được quyết định bởi nhiều yếu tố khác nhau. Việc chi phí đất đai cao sẽ khuyến khích giảm kích thước và giới thiệu các chỗ đỗ xe nhỏ gọn. Nhiều nhà ga và bãi đỗ xe có chỗ đậu xe chỉ dành cho ô tô nhỏ. Những chỗ đỗ này hẹp hơn so với chỗ đỗ xe truyền thống, cho phép đậu được nhiều xe hơn.
Theo tiêu chuẩn Pháp "Norme NF P 91-100", chiều rộng tối thiểu của chỗ đỗ xe dao động từ 2,20 đến 2,30 mét (Xem Marquage du stationnement en France). Những chỗ đỗ xe hẹp như ở Vevey, Thụy Sĩ, có thể làm khó khăn khi mở cửa trên các xe lớn.
Xe lớn gây khó khăn khi kích thước của chỗ đậu xe đã được xác định cố định. Các hiệp hội ô tô cảnh báo về vấn đề này. Một Hiệp hội Thụy Sĩ quy định về chỗ đỗ xe đang xem xét vấn đề này vào năm 2016.
Ở Vương quốc Anh, kích thước chuẩn cho chỗ đỗ xe song song là 2,4 mét rộng và 4,8 mét dài. Gần đây đã có một số tranh cãi về việc hầu hết các chỗ đỗ xe ở Vương quốc Anh quá nhỏ để chứa được những chiếc ô tô hiện đại, mà kích thước đã tăng đáng kể so với các tiêu chuẩn được đặt ra từ nhiều thập kỷ trước.
Ở Úc, kích thước được định nghĩa trong tiêu chuẩn AS2890 là 2,4 mét rộng và 5,4 mét dài.

## Rào chắn

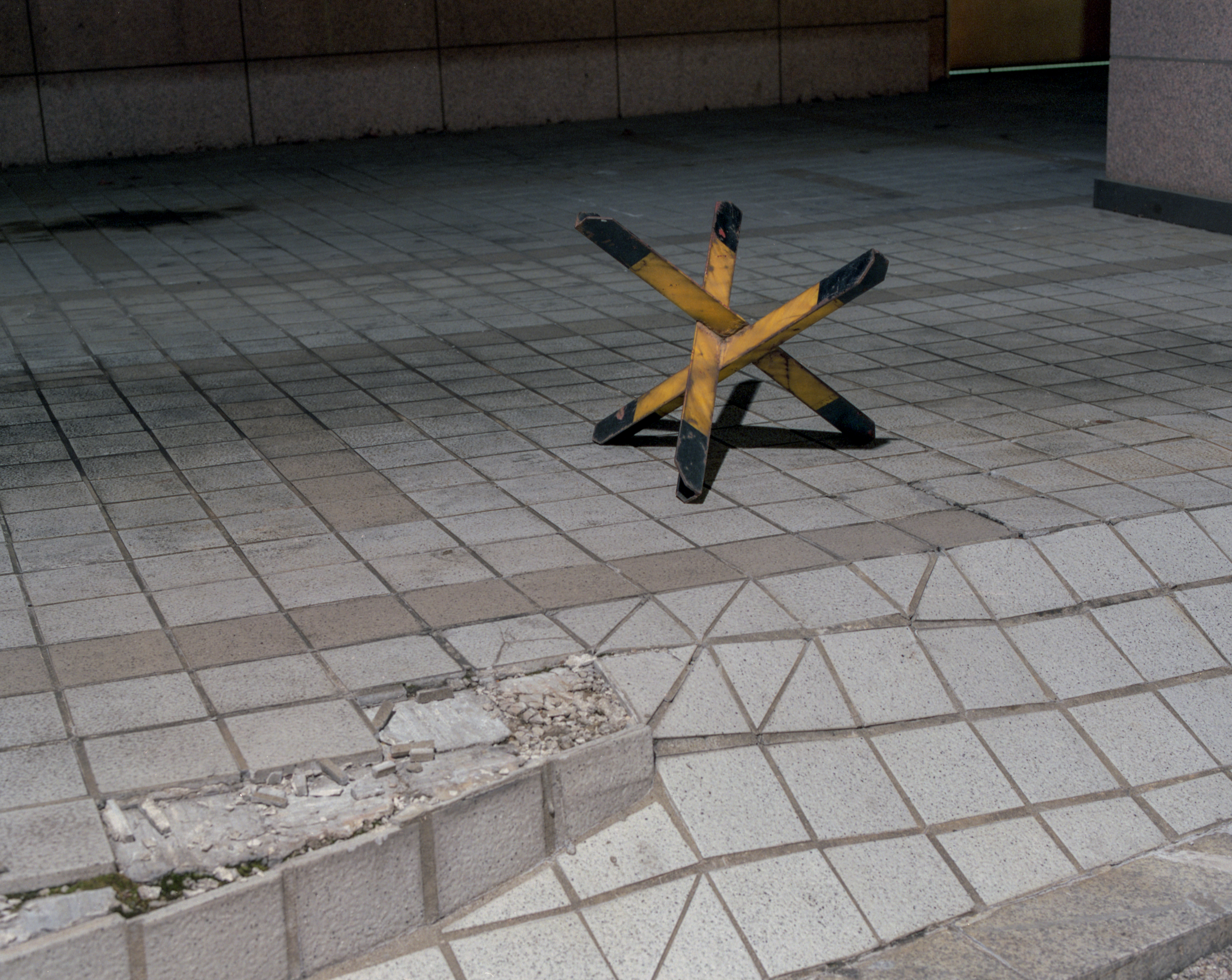
Biểu tượng chắn đỗ xe.

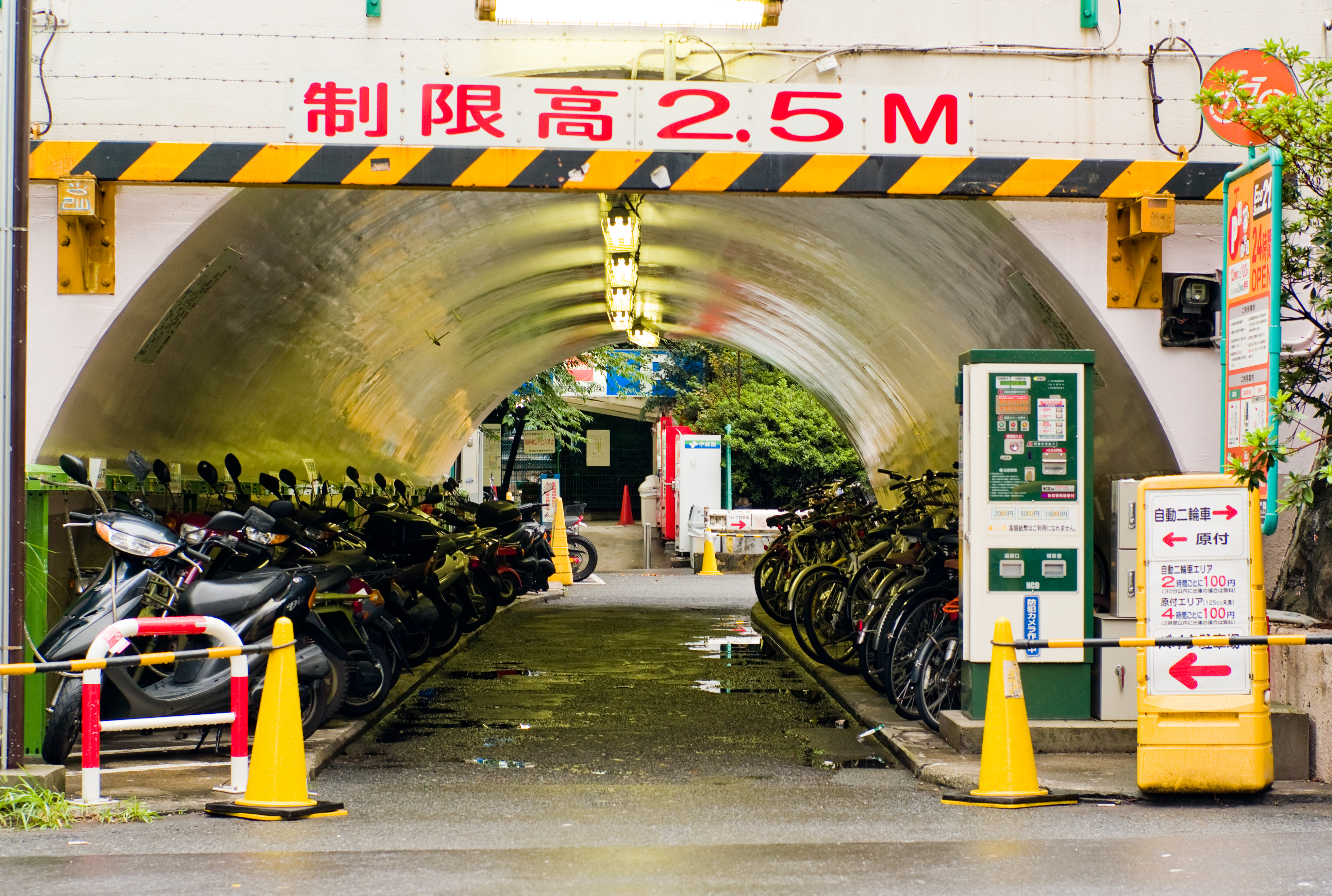
Chỗ đậu xe đạp có thu phí ở Shibuya, Tokyo, Chành xe phú quốc.

Các chỗ đỗ xe thường có một bịt bánh xe (chặn bánh), được sử dụng để ngăn xe ô tô đậu quá xa vào không gian và
- cản trở chỗ đỗ xe bên cạnh, lề đường hoặc vỉa hè.
- tiếp xúc và gây hư hại tường nhà.

Rào chắn này thường được làm bằng bê tông và thường là một thanh ngang để ngăn bánh xe di chuyển về phía trước hoặc một thanh dọc có thể gây hỏng hóc xe nếu tiếp xúc. Trong một bãi đỗ xe nhiều tầng, rào chắn thường là một bức tường bê tông.

## Chỗ đỗ xe dành cho người khuyết tật

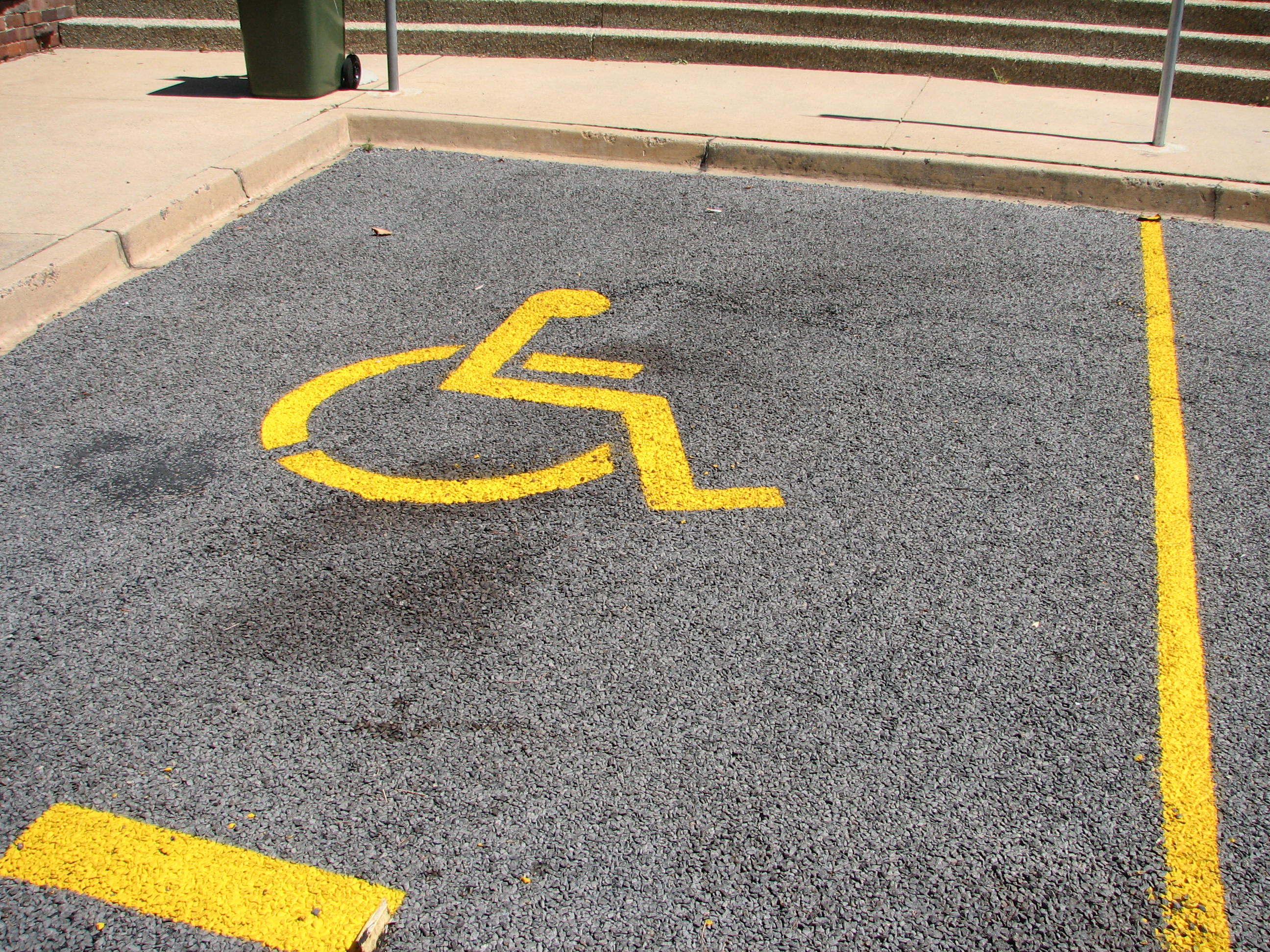
Ví dụ về một chỗ đỗ xe dành cho người khuyết tật.

Một số chỗ đỗ xe được dành riêng cho người khuyết tật có khả năng tiếp cận. Chỗ đỗ xe dành cho người khuyết tật thường được đánh dấu bằng Biểu tượng Quốc tế Tiếp cận, tuy nhiên thực tế, thiết kế của biểu tượng này có sự khác biệt rất lớn.
Ở Hoa Kỳ, Hội đồng Tiếp cận cung cấp hướng dẫn về chỗ đỗ xe.

## Chỗ đỗ xe dành cho phụ nữ
Ở một số quốc gia, đã thành lập chỗ đỗ xe dành cho phụ nữ ở những vị trí dễ nhìn thấy hơn nhằm giảm nguy cơ bị tấn công tình dục, thuận tiện cho phụ nữ đỗ xe hoặc cung cấp các vị trí gần trung tâm mua sắm hoặc nơi làm việc.

## Vạch kẻ lề đường ở Hoa Kỳ
Vạch kẻ lề đường ở Hoa Kỳ tuân theo quy định của Sổ tay về Thiết bị Kiểm soát Giao thông Đồng nhất (MUTCD). Các cơ quan giao thông địa phương có thể quy định màu sắc đặc biệt cho vạch kẻ lề đường nhằm bổ sung cho biển báo tiêu chuẩn về quy định đỗ xe. Ở California, đã được chỉ định một loạt màu sắc cho quy định vạch kẻ lề đường. Vạch màu trắng chỉ ra nơi đón hoặc trả khách. Vạch màu xanh dùng cho việc đỗ xe trong thời gian giới hạn. Vạch màu vàng chỉ dùng cho việc chở hàng, và vạch màu xanh lá cây dành cho người khuyết tật có giấy tờ xác nhận phương tiện hợp lệ. Vạch màu đỏ chỉ dành cho phương tiện cấp cứu - đường dành riêng cho xe cứu hỏa (không được dừng, đỗ hoặc đậu xe). Ở Oregon và Florida, vạch màu vàng được sử dụng để chỉ không được đỗ xe. Ở Georgia, màu đỏ hoặc màu vàng có thể được sử dụng để chỉ không được đỗ xe. Ở Seattle, Washington, vạch xen kẽ màu đỏ và màu vàng chỉ ra điểm dừng xe bus.